# Большое Судачье
Большое Судачье — село в Руднянском районе Волгоградской области, административный центр и единственный населённый пункт Большесудаченского сельского поселения.
Население — 902 (2021)

## История
Судачье возникло в 1771 году, когда на эту землю были переселены из деревни Кипец бывшие монастырские крестьяне Спасо-Евфимиева монастыря  .  В XIX веке также было известно как село Сергиевское. Название Большое Судачье используется с начала XX века. До революции село относилось к Аткарскому уезду Саратовской губернии.
Согласно Списку населённых мест Аткарского уезда 1914 года (по сведениям за 1911 год) Большое Судачье являлось волостным селом Судачьинской волости, село населяли бывшие государственные крестьяне, великороссы, составлявшие одно сельское общество, всего 3206 мужчин и 3139 женщин. В селе имелись церковь и церковная школа
С 1928 года — центр Больше-Судачкинского сельсовета Руднянского района Камышинского округа (округ упразднён в 1930 году) Нижне-Волжского края (с 1935 года Сталинградского края, с 1936 года — Сталинградской области, с 1961 года — Волгоградской области)

## Физико-географическая характеристика
Село находится в степной местности, на западе Руднянского района, в пределах Хопёрско-Бузулукской равнины, являющейся южным окончанием Окско-Донской низменности, у правого берега реки Терсы, на берегах озёр Судачье и Большое Огибное. Рельеф местности равнинный. Центра села расположен на высоте около 115 метров над уровнем моря. Почвы — чернозёмы южные, в пойме Терсы — пойменные нейтральные и слабокислые.
Автодорогой село связано с расположенным в 9 км к востоку селом Матышево. По автомобильным дорогам расстояние до областного центра города Волгограда составляет 340 км, до районного центра посёлка Рудня — 42 км.
Климат
Климат умеренный континентальный (согласно классификации климатов Кёппена — Dfb). Многолетняя норма осадков — 440 мм. Наибольшее количество осадков выпадает в июле — 52 мм, наименьшее в марте — 22 мм. Среднегодовая температура положительная и составляет + 6,4 °С, средняя температура самого холодного месяца января −9,9 °С, самого жаркого месяца июля +21,7 °С.
Часовой пояс
Большое Судачье, как и вся Волгоградская область, находится в часовой зоне МСК (московское время). Смещение применяемого времени относительно UTC составляет +3:00.

## Население
Динамика численности населения
| 1859 | 1897 | 1911 | 1987  | 2002 |
| ---- | ---- | ---- | ----- | ---- |
| 3207 | 4127 | 6345 | ≈1200 | 1111 |

| 2010 | 2012  | 2013  | 2014  | 2015  | 2016 | 2017 |
| ---- | ----- | ----- | ----- | ----- | ---- | ---- |
| 1080 | ↗1083 | ↘1068 | ↘1044 | ↘1028 | ↘992 | ↘962 |
| 2018 | 2019  | 2020  | 2021  |       |      |      |
| ↘940 | ↘925  | →925  | ↘902  |       |      |      |

## Известные уроженцы
- Пряхин, Иван Фёдорович  (1906—19??) — советский военачальник, гвардии  полковник.